# Fiume (marca)
Fiume es una empresa argentina nacida en el año 1993, dedicada a la fabricación  de calzado, ropa deportiva y otros productos relacionados con el deporte. Su sede principal se encuentra en Rosario, Argentina.

## Historia
La empresa nace el año 1993 en la industria textil argentina. 
En el año 2020, sorprende al incursionar en el ámbito deportivo, tras llegar acuerdo con el club Godoy Cruz de Mendoza. 
En el año 2022, firma con el club Olimpo de Bahía Blanca. 
En el año 2023, firma con el club Juventud Antoniana de Salta.
En el año 2024, firma con el club Alvarado de Mar del Plata.
En el año 2025, se internacionaliza, firma con el club Deportes La Serena de Chile.

## Enlaces
- Fiume en Instagram
- Fiume en Facebook
- Fiume en 𝕏